# Temporada 1966 del Campeonato de Europa de Rally
La temporada 1966 fue la edición 14º del Campeonato de Europa de Rally, la cual comenzó el 14 de enero con el Rally de Montecarlo y finalizó el 25 de noviembre en el RAC Rally.

## Calendario
| N.º | Fecha              | Rally                                                     | Resultados |
| --- | ------------------ | --------------------------------------------------------- | ---------- |
| 1   | 14-20 de enero     | 35. Rallye Automobile de Monte-Carlo                      | Resultados |
| 2   | 13-14 de febrero   | 17. KAK Rallyt                                            |            |
| 3   | 24-27 de febrero   | 6. Rally dei Fiori                                        |            |
| 4   | 25-28 de abril     | 18. Internationale Tulpenrallye                           |            |
| 5   | 12-15 de mayo      | 37. Int. Österreichische Alpenfahrt                       |            |
| 6   | 26-29 de mayo      | 14. Acropolis Rally                                       |            |
| 7   | 10-12 de junio     | 35. Rallye de Genève                                      |            |
| 8   | 1-3 de julio       | 7. Rallye Vltava 1966                                     |            |
| 9   | 14-16 de julio     | 17. Int. AvD-Rallye Nordrhein-Westfalen Deutschlandrallye |            |
| 10  | 3-6 de agosto      | 26. Rajd Polski                                           |            |
| 11  | 19-21 de agosto    | 16. Jyväskylän Suurajot - Rally of 1000 Lakes             |            |
| 12  | 5-9 de septiembre  | 27. Coupe des Alpes 1966                                  |            |
| 13  | 6-9 de octubre     | 4. Int. 3-Städte Rallye München-Wienna-Budapest           |            |
| 14  | 19-25 de noviembre | 15. RAC Rally                                             |            |

## Resultados

### Campeonato de pilotos

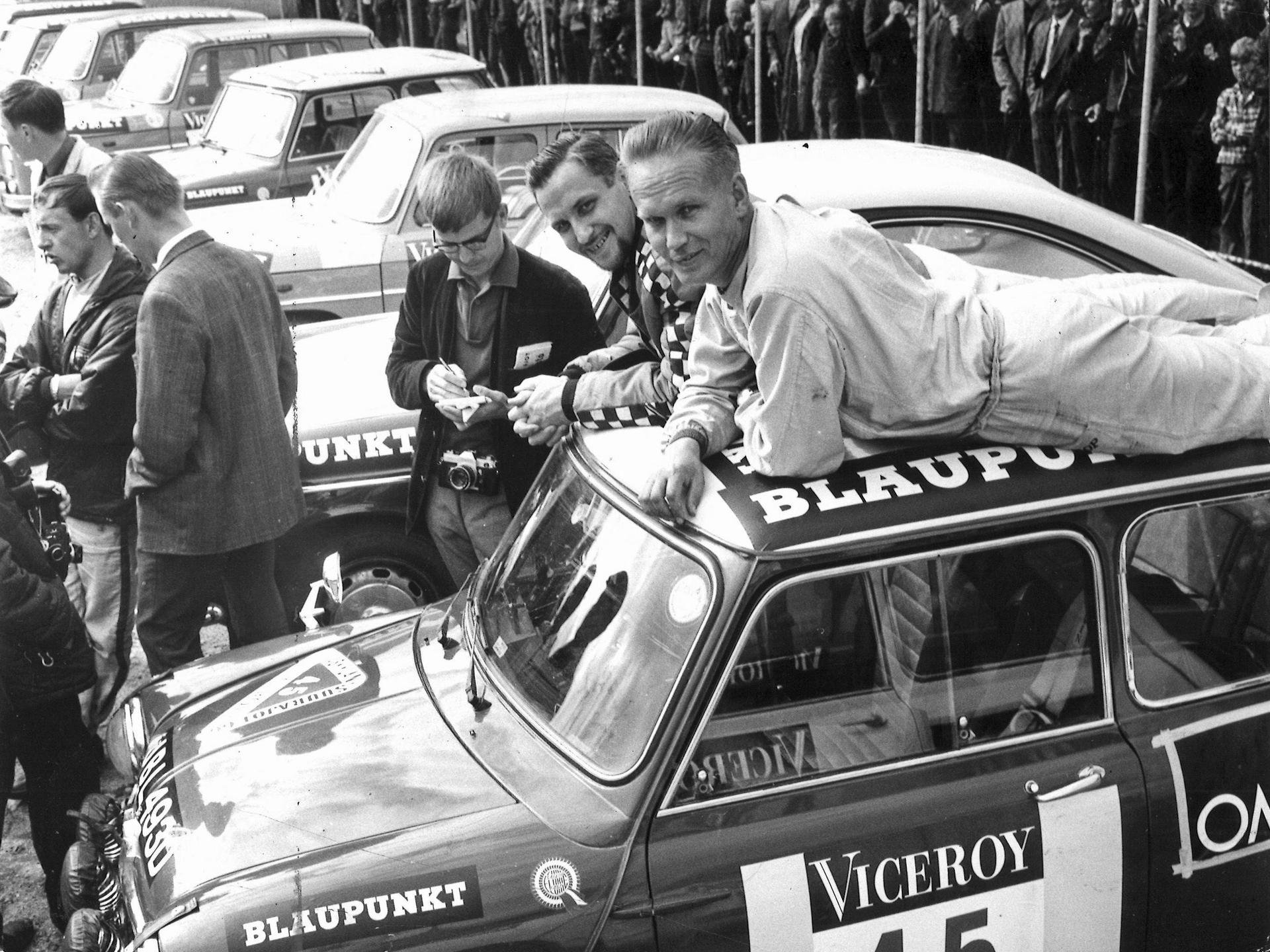
Timo Makinen fue subcampeón en la categoría 2.

| Pos.        | Piloto             | MON         | SWE         | ITA         | TUL         | AUT         | GRE         | GEN         | CSK         | GER         | POL         | FIN         | FRA         | GER         | GBR         | Puntos      |
| Categoría 1 | Categoría 1        | Categoría 1 | Categoría 1 | Categoría 1 | Categoría 1 | Categoría 1 | Categoría 1 | Categoría 1 | Categoría 1 | Categoría 1 | Categoría 1 | Categoría 1 | Categoría 1 | Categoría 1 | Categoría 1 | Categoría 1 |
| ----------- | ------------------ | ----------- | ----------- | ----------- | ----------- | ----------- | ----------- | ----------- | ----------- | ----------- | ----------- | ----------- | ----------- | ----------- | ----------- | ----------- |
| 1.          | Lillebror Nasenius |             | 5           |             |             |             |             |             |             |             |             | 14          |             | 3           | Ret         |             |
| Categoría 2 |                    |             |             |             |             |             |             |             |             |             |             |             |             |             |             |             |
| 1.          | Sobiesław Zasada   | 22          |             | 4           | 21          |             | 6           |             | 4           | 4           | 3           |             | Ret         | Ret         |             |             |
| 2.          | Timo Mäkinen       | EXC         | Ret         |             | 9           |             | 10          |             | 3           |             | 2           | 1           | Ret         | 1           | Ret         |             |
| Categoría 3 |                    |             |             |             |             |             |             |             |             |             |             |             |             |             |             |             |
| 1.          | Günter Klass       | 17          |             | 2           |             | Ret         |             | 16          |             | 1           |             |             | 6           |             |             |             |